# Jean A. Roché
Jean Alfred Roché (12 de agosto de 1894 Royan, França — 19 de fevereiro de 1981 (86 anos) Hampton, Virgínia), foi um engenheiro aeronáutico americano de origem francesa.
Engenheiro mecânico pela Columbia University, ele chefiou o escritório de design da "Huntington Aircraft Company", Garden City, Long Island em 1915. Depois de um período na "Polson Iron Works" em Toronto, Canadá em 1916, ele foi assistente do engenheiro-chefe da "Standard Airplane Co", em Plainfield, Nova Jérsei. Em 1917, ele se tornou consultor técnico na Divisão de Materiais do Air Corps, cargo que ocupou até sua aposentadoria em 1960.
Tornou-se chefe dos assessores técnicos e engenheiros aeronáuticos do Comando de Materiais da Força Aérea do Exército dos EUA em Langley Field, Virgínia, e conselheiro do NACA, ele trabalhou durante a Segunda Guerra Mundial em estreita colaboração com os fornecedores industriais da Força Aérea e dos laboratórios do NACA em Langley.
Jean A. Roché entrou com 20 patentes relacionadas a vários aspectos da construção de aeronaves e participou do desenvolvimento de muitas aeronaves militares e comerciais, mas ele é mais conhecido do público em geral por ter projetado o Aeronca C-2, a primeira aeronave esportiva leve produzida em massa nos Estados Unidos.